# ⱺ
Cette page contient des caractères spéciaux ou non latins. S’ils s’affichent mal (▯, ?, etc.), consultez la page d’aide Unicode.
Le o à petit rond inscrit, ⱺ, est un symbole utilisé dans l’alphabet dialectal suédois pour représenter une voyelle neutre postérieure arrondie [o̞], c’est-à-dire entre la voyelle mi-ouverte postérieure arrondie [ɔ] et la voyelle mi-fermée postérieure arrondie [o]. Il est notamment utilisé dans le Ordbok över Finlands svenska folkmål [Dictionnaire des dialectes suédois de Finlande].

## Représentations informatiques
Le o à petit rond inscrit peut être représenté avec les caractères Unicode suivant :
| formes    | représentations | chaînes de caractères | points de code | descriptions                                   |
| --------- | --------------- | --------------------- | -------------- | ---------------------------------------------- |
| minuscule | ⱺ               | ⱺ                     | U+2C7A         | lettre minuscule latine o à petit rond inscrit |